# Sophie von Haselberg
Sophie Frederica Alohilani von Haselberg, dite Sophie von Haselberg, née le 14 novembre 1986, est une actrice et productrice américaine, principalement connue pour son apparition dans le film L'Homme irrationnel de Woody Allen.

## Biographie et éducation
Sophie von Haselberg est née à Los Angeles, en Californie. Elle est la fille de l'actrice et chanteuse Bette Midler et de l'artiste Martin von Haselberg. Son père est d'origine allemande et sa mère est d'origine juive-américaine. Elle a fréquenté la Ethical Culture Fieldston School à New York. Elle a ensuite étudié la sociologie et les études est-asiatiques à l'Université de Yale, et a travaillé dans une agence de publicité en Chine, avant de retourner à Yale pour étudier le théâtre en 2011.

## Carrière
Les débuts théâtraux de Von Haselberg ont eu lieu en octobre 2014, à New York, au Vineyard, dans une pièce intitulée Billy and Ray.
En 2015, elle a joué dans le film de Woody Allen L'Homme irrationnel. La même année, elle a participé à un pilote pour MTV, avec Nicole Byer,, tandis qu'en octobre, elle tourne dans le film The Wizard of Lies, pour HBO. En 2017, elle incarne le rôle de Joyce dans le film dramatique historique Ask for Jane, sorti l'année suivante.
En 2018, elle a joué Linda Elwell dans American Crime Story: The Assassination of Gianni Versace, diffusée sur la chaîne FX. Elle est également apparue dans 3 épisodes de la série Pose, diffusée sur la même chaîne.

## Vie privée
Le 6 juin 2020, Sophie von Haselberg a épousé Harry J. N. Guinness à Millbrook, New York, au domicile de ses parents.

## Filmographie sélective
| Année     | Titre                           | Rôle                   | Remarque   |
| 2015      | L'Homme irrationnel             | April                  |            |
| 2018      | Ask for Jane                    | Joyse                  |            |
| 2019      | American Princess               | Natasha                | 8 épisodes |
| 2019-2021 | Pose                            | Syd                    | 3 épisodes |
| 2022      | Give Me Pity!                   | Sissy Sainte-Claire    |            |
| 2023      | American Horror Story: Delicate | Marie Ire d'Angleterre | 1 épisode  |
| 2025      | By Design                       | Len                    |            |